# Rainer Rochlitz
Rainer Rochlitz (* 16. September 1946 in Hannover; † 12. Dezember 2002 in Paris) war ein deutsch-französischer Philosoph, Kunsthistoriker und Übersetzer.

## Laufbahn
Nach seinem Philosophiestudium in Deutschland spezialisierte er sich auf philosophische Ästhetik.
Er war Forscher am CNRS, später Direktor des Seminars an der École des Hautes Études en Sciences Sociales, EHESS, und an der Université européenne de philosophie in Paris.
Rochlitz hat im Wesentlichen dazu beigetragen, die Werke des jungen Georg Lukács sowie die Werke von Walter Benjamin und von Jürgen Habermas im französischen Sprachraum durch Übersetzungen bekannt zu machen. Einige französischsprachige Werke, darunter Ausstellungskataloge, hat er wiederum in die deutsche Sprache übersetzt.

## Werke
- Le jeune Lukacs 1911–1916, theorie de la forme et philosophie de l’histoire. Paris 1983
- Le désenchantement de l’art. 1992 (auf Englisch: The dischantemen of art, 1996)
- Subversion et Subvention. Gallimard, Paris 1994
- L’art au banc d’essai. Gallimard, Paris 1998
- Habermas. L’usage public de la raison. Presses Univ. de France PUF, Paris 2002
- Feu la critique. Essais sur l’art et la littérature. La lettre volée, 2003

## Übersetzungen und Beiträge
- mit Geneviève Rochlitz: Theodor W. Adorno, Prismes. Critique de la culture et société. Payot, 2003
- Karl-Otto Apel: Discussion et responsabilité, 2. Contribution à une éthique de la responsabilité. 1998
- Walter Benjamin: Critique philosophique de l’art, Paris, 2005.
- mit Christian Bouchindhomme L’Art sans compas. Redéfinitions de l'esthétique. 1992
- L’Esthétique des philosophes. Les Rencontres Place Publique. 1995
- Débat sur la justice politique de Jürgen Habermas. Cerf, Paris 2005
- mit Inge Hanneforth: Lexikon des Expressionismus. Hrsg. von Lionel Richard. Köln 1978
- Lexikon Symbolismus. Hrsg. von Jean Cassou. Köln 1979
- mit Eva Rapsilber: Reyna. Das Buch vom Ballett. Köln 1981
- Pierre Schneider: Henri Matisse. München 1984
- Stéphane Mosès: System und Offenbarung. Die Philosophie Franz Rosenzweigs. Vorw. Emmanuel Levinas. München 1985
- Musée Picasso. Bestandskatalog der Gemälde, Paris 1985
- Exposition Otto Dix. Dessins d’une guerre á l’autre. Hrsg. von Christian Derouet, Ulrike Lorenz. Paris 2003
- als Übersetzer: Diskussion zwischen Lucien Goldmann und Theodor W. Adorno über Literatursoziologie. Akten des „Deuxième colloque international sur la sociologie de la littérature“, Royaumont, 12.–14. Januar 1968. Erstdruck: Revue de l’Institut de Sociologie, 3-4 (Dossier «Hommage à Lucien Goldmann»), 1973, S. 525–542. Übers. der deutschsprachigen Beiträge R. Rochlitz